# Měchenice
Měchenice är en ort i Tjeckien.   Den ligger i regionen Mellersta Böhmen, i den centrala delen av landet, 20 km söder om huvudstaden Prag. Měchenice ligger 204 meter över havet och antalet invånare är 588. Den ligger vid sjön Údolní nádrž Vrané.
Terrängen runt Měchenice är kuperad västerut, men österut är den platt. Měchenice ligger nere i en dal. Runt Měchenice är det ganska tätbefolkat, med 90 invånare per kvadratkilometer. Närmaste större samhälle är Žižkov, 19,9 km norr om Měchenice. I omgivningarna runt Měchenice växer i huvudsak blandskog.